# 海事訓練學院

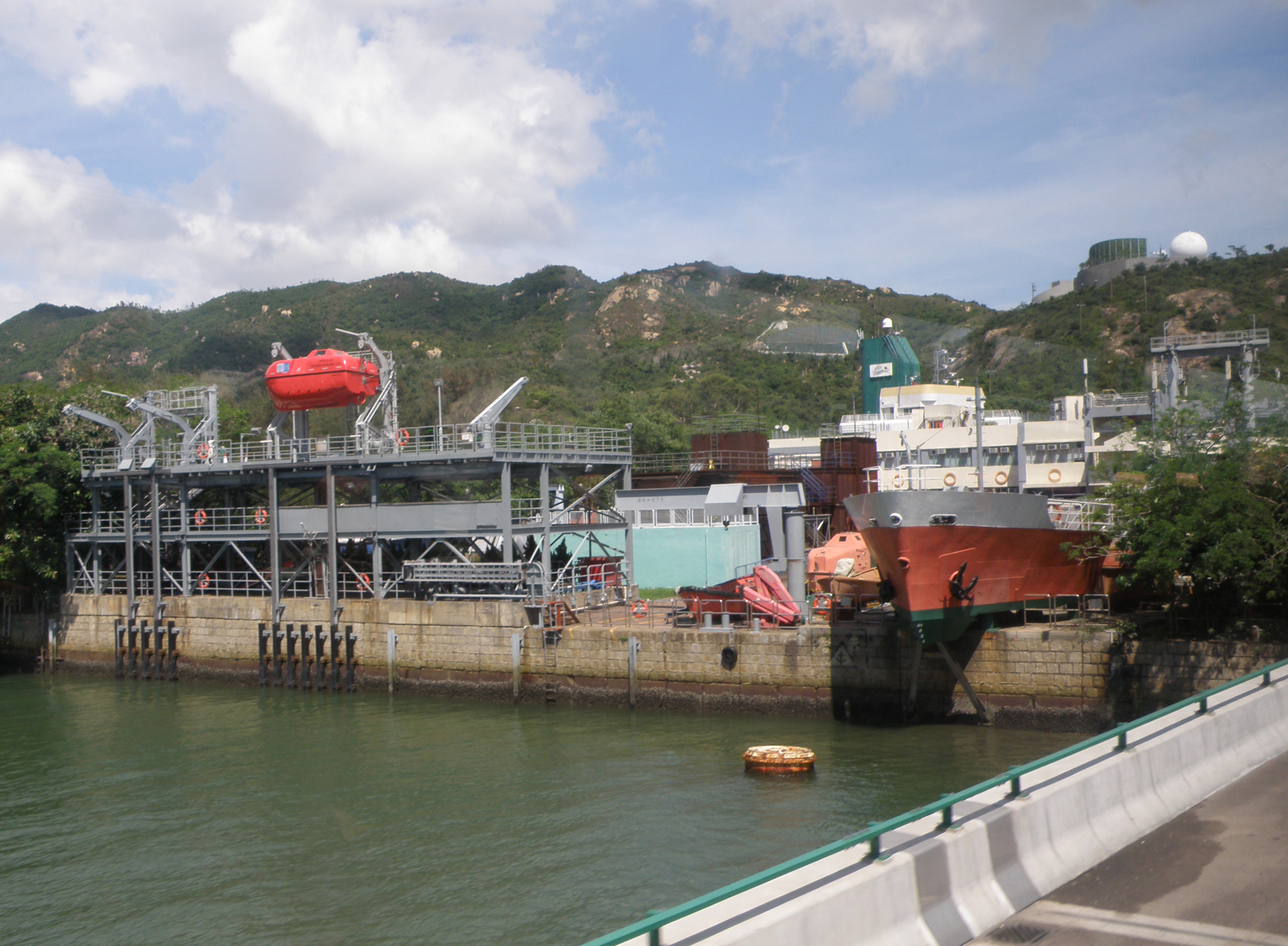
海事訓練學院

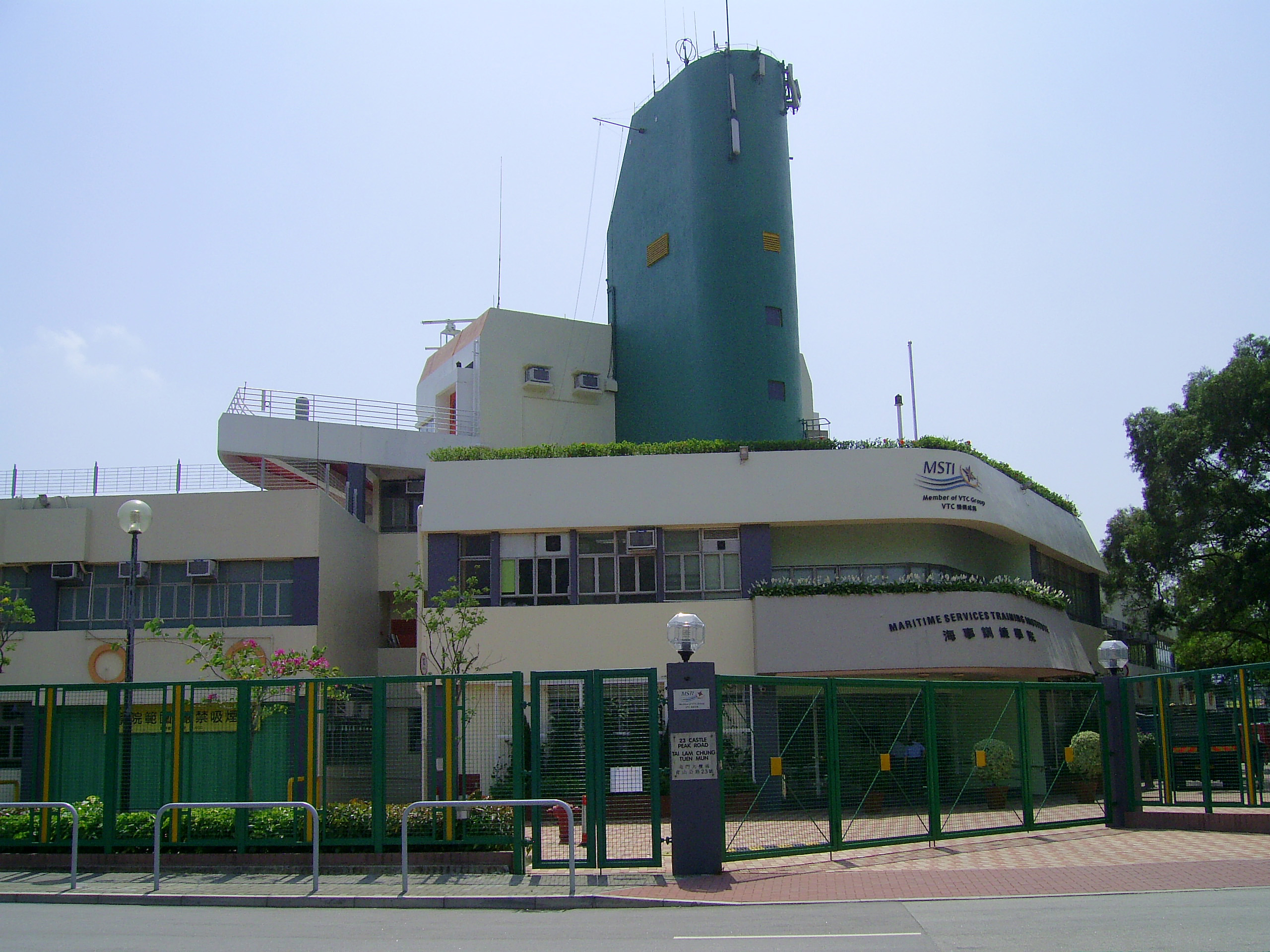
海事訓練學院入口

海事訓練學院（英語：Maritime Services Training Institute，縮寫：MSTI）於1988年成立，前身為海員訓練中心（英文：Seamen's Training Centre），於2003年與香港專業教育學院青衣分校合併，升格為海事訓練學院，是香港一所致力為本地及外地現役海員、海事及岸上機構僱員及新入行人士提供職前訓練課程及在職進修課程，學院每年可提供約5,000個學額，同時也為業界建立完善的認證制度。海事訓練學院是職業訓練局轄下機構成員之一。

## 設施

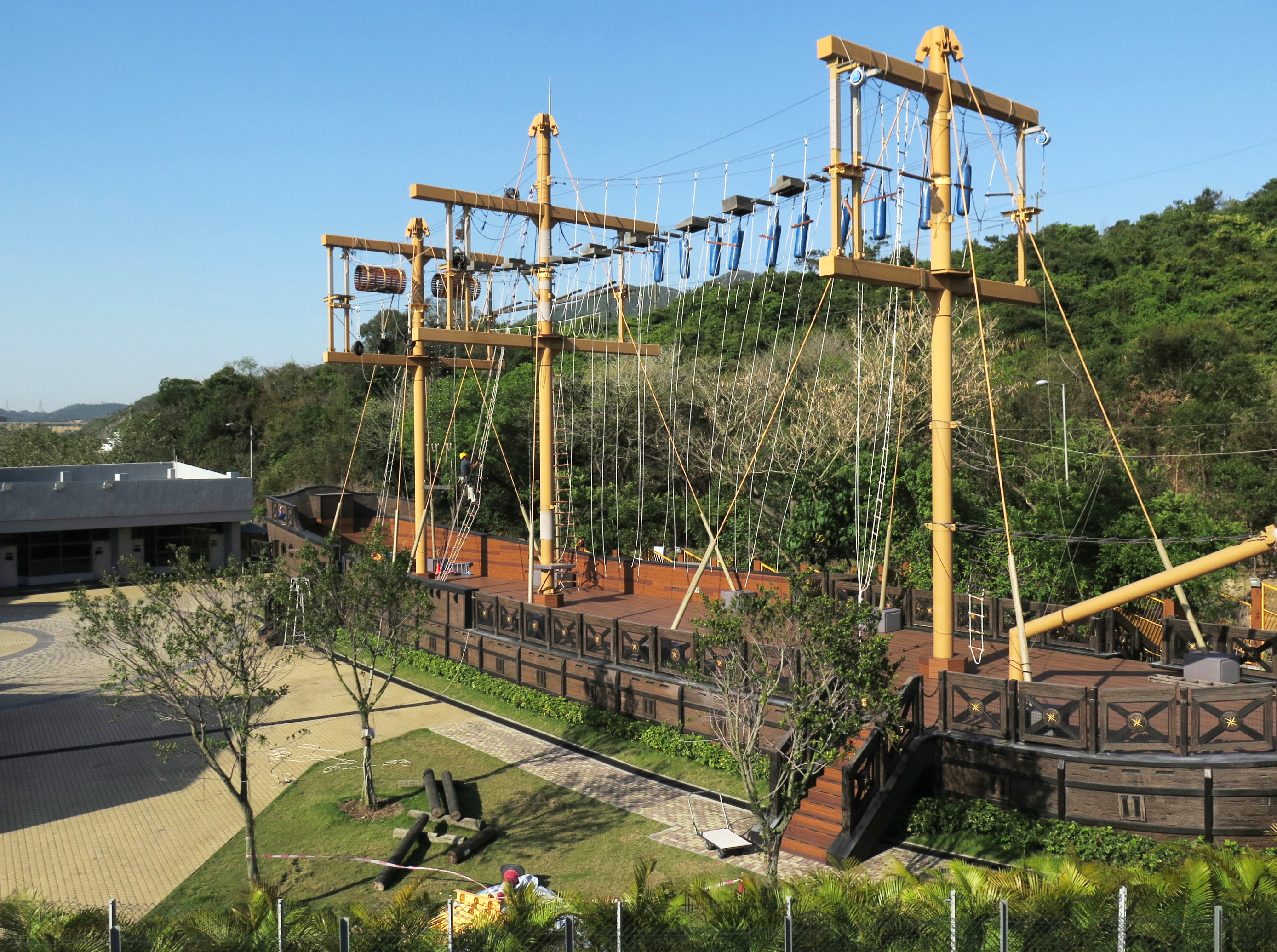
團體高空玩樂設施

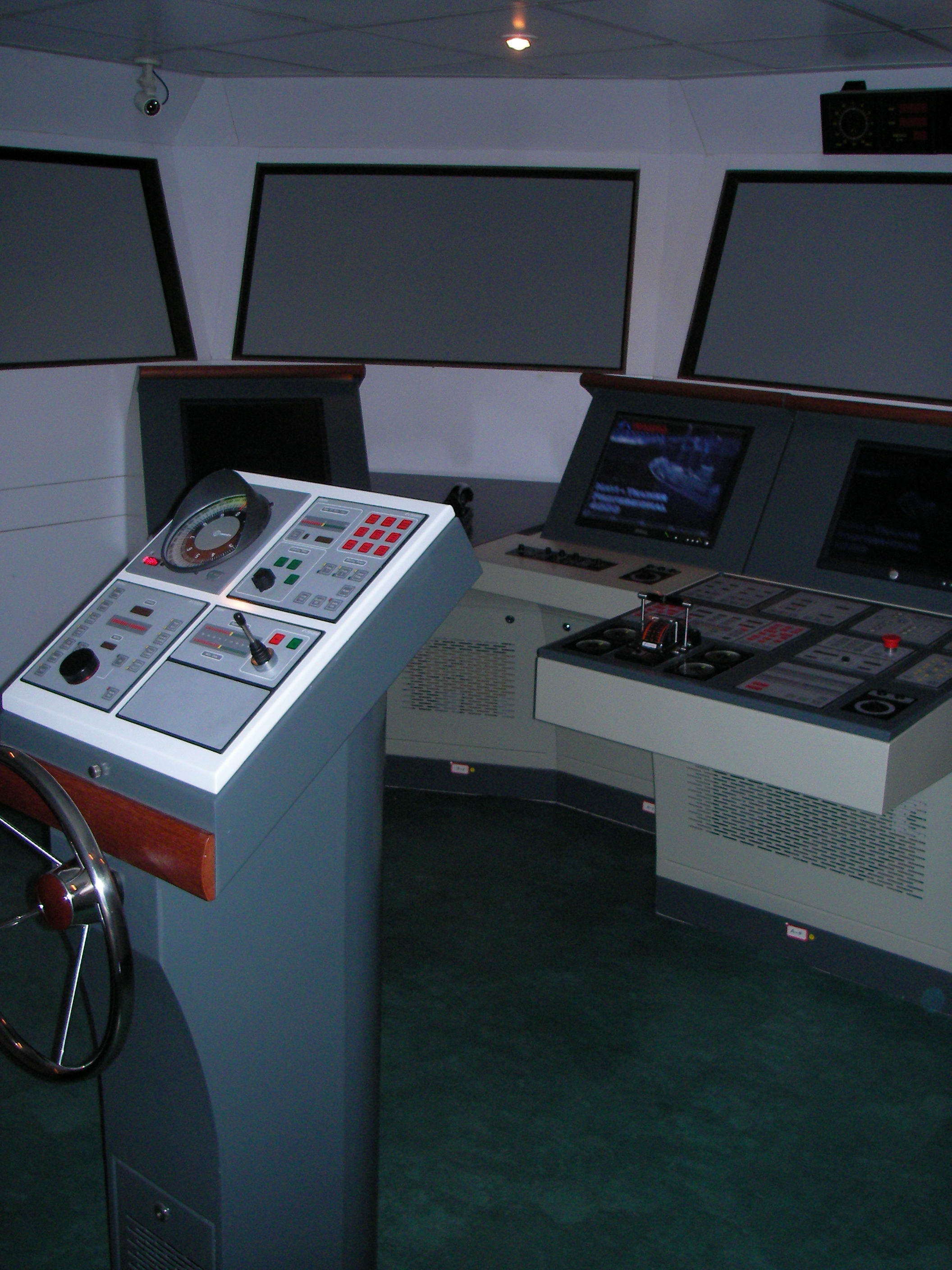
船舶操控模擬系統

海事訓練學院院址設於屯門大欖涌（小欖精神病治療中心對岸），佔地達16,000平方米，於1988年11月24日開幕。樓高4層的校舍及綜合大樓設有仿真駕駛室、求生訓練池、叉車訓練場、輪機模型展覽室、船舶穩性實驗室/模型展覽室、救護和船上工藝訓練室，另設有3套模擬系统（全球海上遇險與安全系統，縮寫GMDSS）及用於滅火和船藝訓練的仿真船舶組件，如船艏連絞錨機、廚房、貨艙、上層住艙、加添燃油裝置、隧道系統連雙層底艙（密閉場地）、液態石油氣貯存缸和管道系統及登救生艇平台及模擬病房等。學院於2005年10月成立雷達及船舶操控模擬中心，安裝全球最先進NTPRO 4000雷達及船舶操控模擬系統，整套系統價值約420萬港元，並且已經通過挪威船級社以及英國和俄羅斯海事管理局的測試及取得合格證書。其電腦及語言室可進行貨物配載和船舶穩性計算實習。康樂設施有多功能康樂室、圖書室連會議室及可容納200人的食堂。學院設有露天停車場、污水處理廠及足球場連直昇機坪。
- 圖書館
- Wifi
- 衣物櫃
- 游泳池
- 籃球場
- 羽毛球場
- 健身室
- 飯堂
- 多功能球場（包括：足球、籃球、羽毛球、排球、直昇機場、手球）
- 學生休息室
- 團體高空玩樂設施
- 廁所浴室

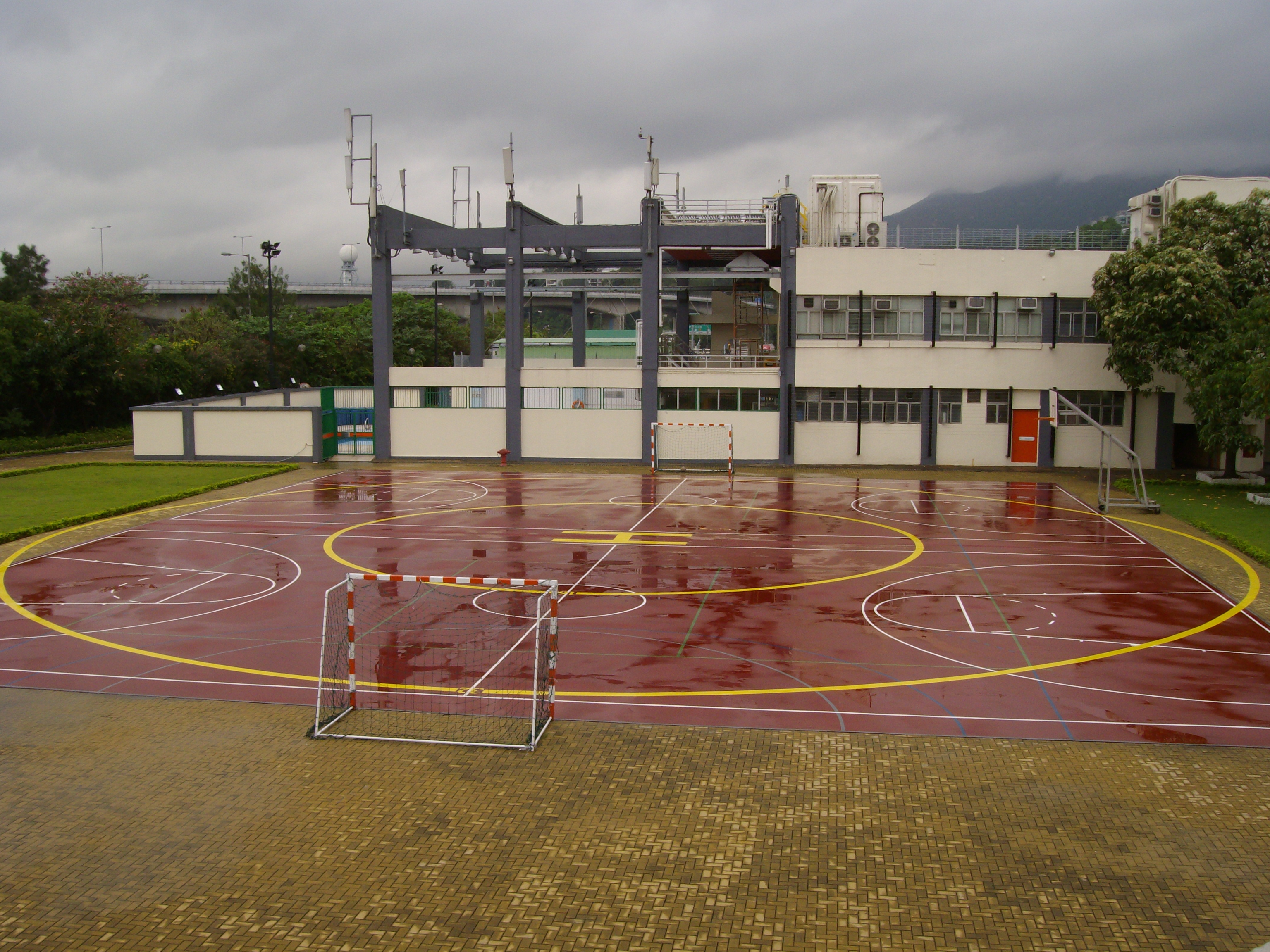
海事訓練學院操場
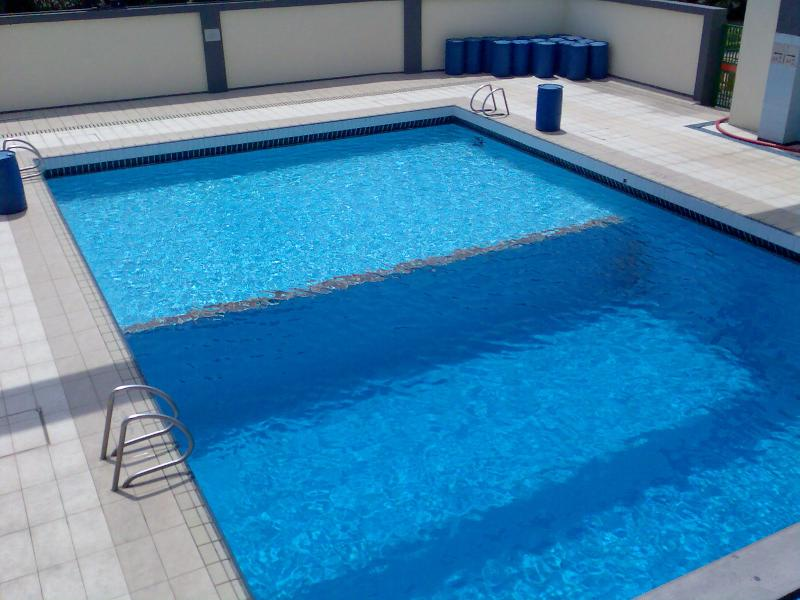
求生訓練池
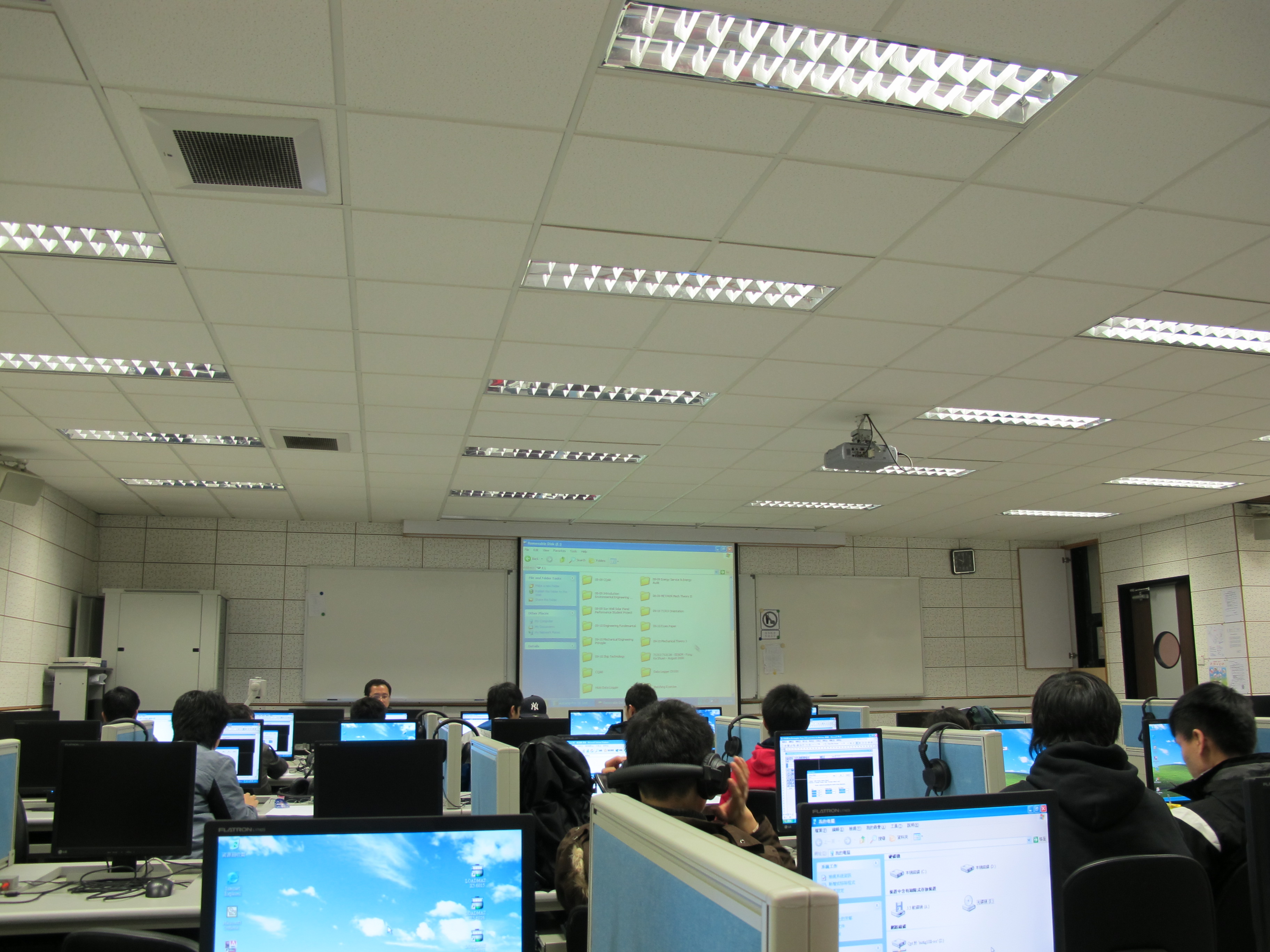
電腦室
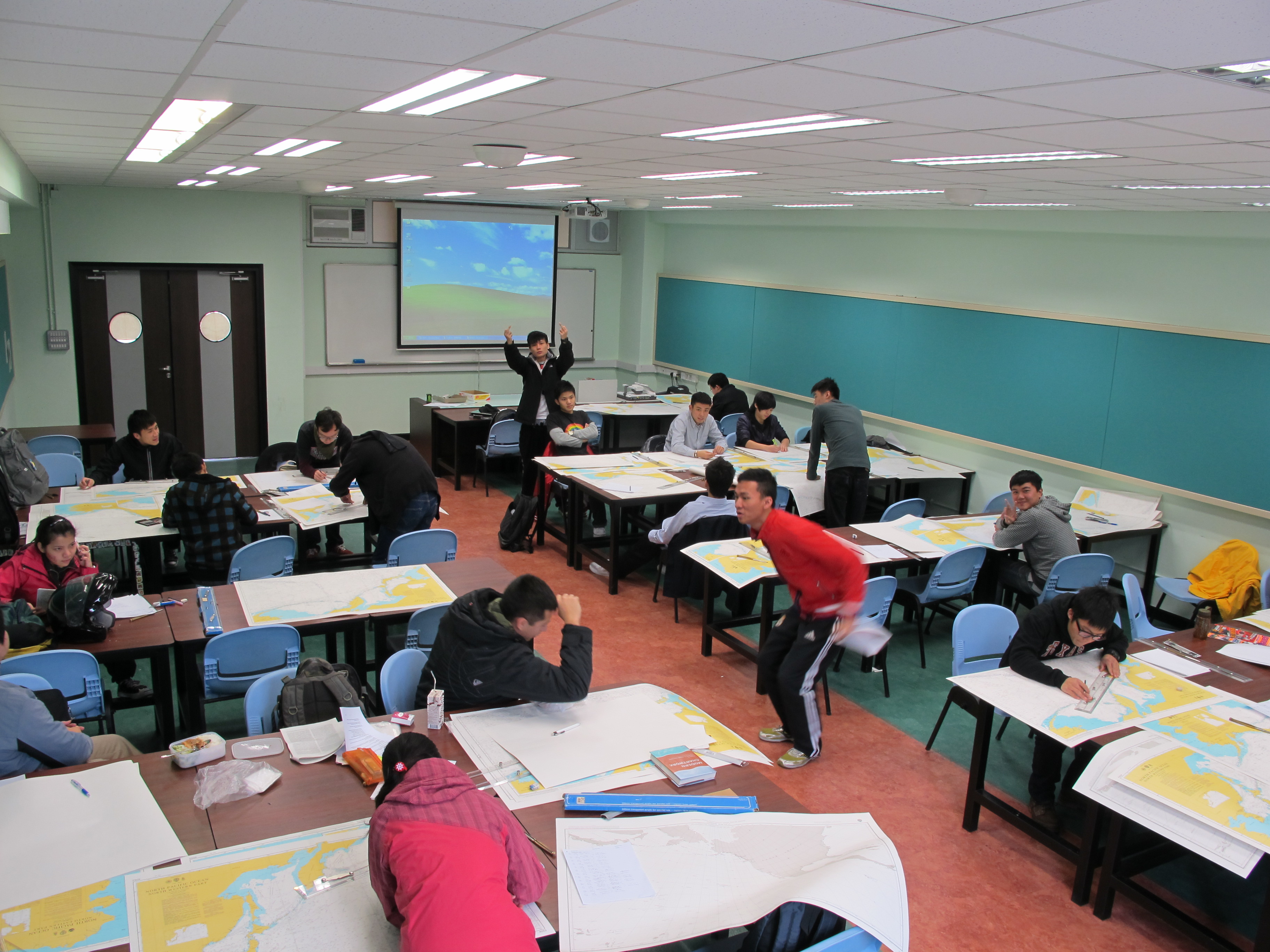
海圖室
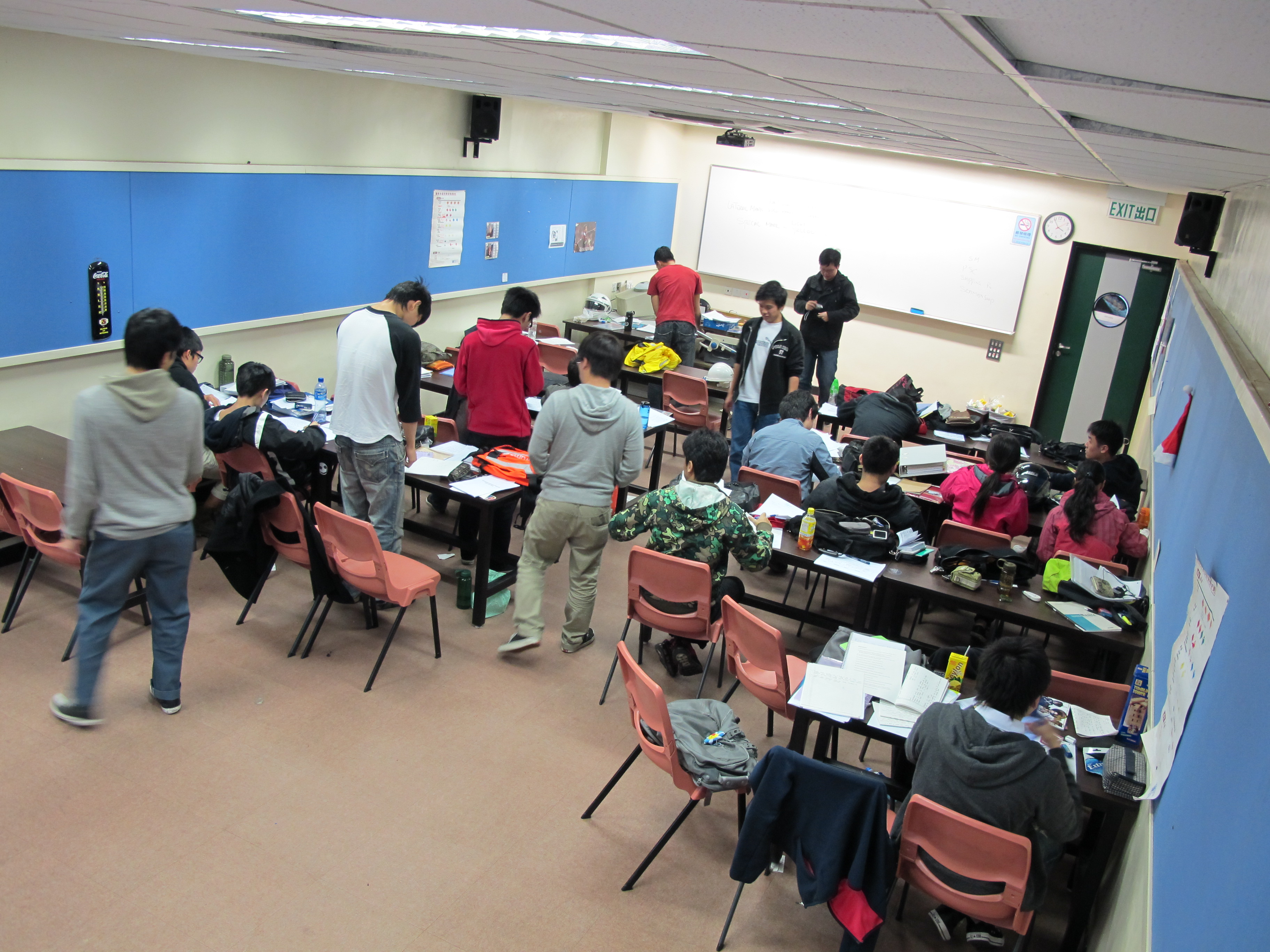
課室

## 專業課程

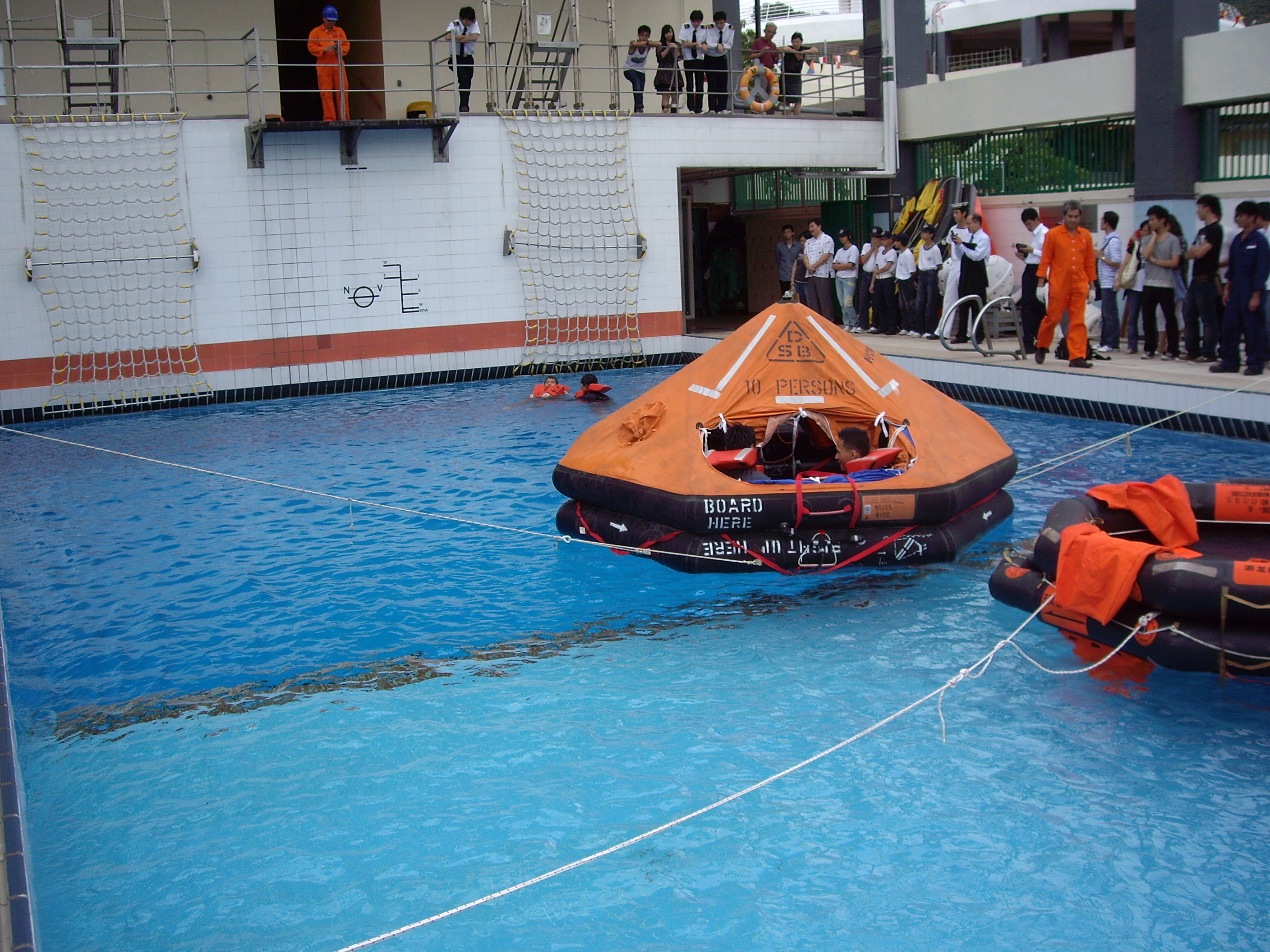
求生訓練

海事訓練學院是唯一獲香港當局批准獨家提供多項因應《STCW 95》、《商船條例》、《船舶及港口管制條例》，以及《工廠及工業經營條例》規定的特別必修培訓的教育機構。
學院亦取得瑞典互保協會（The Swedish Club，簡稱TSC）特許開辦，由該會與北歐航空學院（SAS Flight Academy）及六家歐洲海事機構，共同開發的「海事資源管理課程」。此外，學院所開辦的「五天急救（基本及醫療技能合併）課程」亦已得到勞工處的承認，達到《職業安全及健康條例》規定的急救課程要求，課程的地位等同紅十字會、聖約翰救傷隊和醫療輔助隊所開辦或授權開辦的四天急救課程，學院因此成為第四家提供急救課程的香港培訓機構。

### 全日制課程
香港中學文憑考試五科成績達第二級或以上，包括英國語文、中國語文及數學；或VTC基礎文憑（級別三）及完成其基礎數學（三）單元；或VTC中專教育文憑及完成其數學3G單元；或毅進文憑及完成其延伸數學單元；或同等學歷。

### 兼讀制課程
兼讀制課程有日間課程及夜間課程，課程主要為單元制課程，為在職海員提供適切的培訓。

## 相關參見
- 海事處訓練中心
- 水警訓練學校
- 消防處潛水基地

## 外部連結
- 官方网站